# Admiral Scheer
La Admiral Scheer fu un incrociatore pesante che servì nella Kriegsmarine tedesca durante la seconda guerra mondiale; era la seconda unità della classe Deutschland.
I tedeschi classificarono inizialmente la nave come corazzata (usando il termine tedesco Panzerschiff per ricalcare la nomenclatura francese - cuirassé -  usata nelle clausole del trattato di Versailles), per poi riclassificarla come incrociatore pesante (Schwerer Kreuzer ) nel 1940; i britannici, invece, classificarono la nave come corazzata tascabile (Pocket Battleship in inglese), appellativo che poi è rimasto come caratteristico delle navi di questa classe.

## Vita operativa
Impostata nei cantieri Marinewerft di Wilhelmshaven il 25 giugno 1931, venne varata il 1º aprile 1933 con il nome di Admiral Scheer, in onore dell'ammiraglio Reinhard Scheer, comandante della flotta tedesca alla battaglia dello Jutland. La nave entrò in servizio il 12 novembre 1934.
Il primo impiego dell'incrociatore avvenne durante la guerra civile spagnola: insieme ad altre navi da guerra tedesche, britanniche, francesi e italiane, la Admiral Scheer venne inviata in acque spagnole al fine di combattere il contrabbando di armi. Il 29 maggio 1937 aerei repubblicani bombardarono per errore l'incrociatore Deutschland, gemello della Scheer, causando la morte di 20 marinai tedeschi; per rappresaglia, il 31 maggio 1937 la Scheer bombardò la cittadina indifesa di Almería, sparando più di 200 colpi di grosso calibro che provocarono 20 morti e 50 feriti tra la popolazione civile.

### Operazioni nell'Atlantico
Allo scoppio della seconda guerra mondiale, la Scheer si trovava in cantiere a Kiel per estesi lavori di aggiornamento: tra le altre cose, la prua fu allungata e resa più arcuata, il ponte di comando e l'albero maestro furono ridisegnati, e l'armamento antiaereo potenziato. La nave, con al comando il capitano Theodor Krancke lasciò il porto di Gotenhafen il 29 ottobre 1940 per dirigersi verso l'Atlantico, con il compito di attaccare il naviglio mercantile diretto in Gran Bretagna.
Superato lo stretto di Danimarca (non senza difficoltà a causa delle forti tempeste), la Scheer fece rifornimento da petroliere tedesche e si diresse verso l'Atlantico centrale. La mattina del 5 novembre 1940, l'idrovolante da ricognizione dell'incrociatore intercettò un grosso convoglio britannico, il convoglio HX84 partito dal porto canadese di Halifax. La Scheer si diresse alla massima velocità verso il convoglio, affondando strada facendo il mercantile Mopan, che navigava isolato. Poco prima delle 16:30, la Scheer intercettò il convoglio britannico, formato da 37 mercantili di diverso tipo scortati dall'incrociatore ausiliario HMS Jervis Bay; mentre l'incrociatore si portava a tiro, il piccolo Jervis Bay iniziò a stendere una cortina fumogena per coprire i mercantili, per poi dirigersi a tutta velocità contro la Scheer. Crivellato di colpi, il Jervis Bay affondò con la perdita di quasi tutto il suo equipaggio, ma con il suo sacrificio era riuscito a dare un vantaggio di 22 minuti al resto del convoglio. Con il sole che stava calando, la Scheer si lanciò all'inseguimento del convoglio, e con l'ausilio di riflettori, radar e razzi illuminati, rintracciò a uno a uno i mercantili. Alle 20:40, quando Krancke sospese l'inseguimento, la Scheer aveva sparato quasi metà delle munizioni di scorta, affondando cinque navi mercantili (tra cui una petroliera) e danneggiandone altre tre.
Sottraendosi alla caccia di una formazione navale britannica, la Scheer si diresse verso il sud Atlantico. Il 14 novembre si incontrò con la petroliera Nordmark, che la rifornì di munizioni e combustibile. Il 25 novembre, intercettò e affondò un paio di mercantili britannici al largo delle isole Capo Verde. Il 18 dicembre catturò intatta la nave frigorifera Duquesa, carica di grossi quantitativi di frutta, verdura, carne congelata e uova; dotata di equipaggio tedesco, la Duquesa venne trasformata in nave ausiliaria, rifornendo sia la Scheer che le altre navi corsare tedesche in zona di viveri freschi. La Scheer adottò una serie di accorgimenti già sperimentati dalle altre navi corsare tedesche: la nave venne dipinta con i colori tipici degli incrociatori britannici, e per rendere più credibilie il camuffamento il cannone centrale di ciascuna torre venne tenuto abbassato (gli incrociatori britannici non avevano torri trinate). Con questi trucchi la Scheer fu in grado di catturare e affondare due mercantili (il britannico Stanpark e l'olandese Beneverd) senza che potessero inviare segnali di aiuto.
Il 2 febbraio 1941, la Scheer doppiò il Capo di Buona Speranza ed entrò nell'Oceano Indiano, dove nei giorni successivi affondò quattro mercantili. Il pericolo rappresentato dall'incrociatore era tale che i britannici allestirono una grossa squadra navale per intercettarlo, composta dalla portaerei HMS Hermes e da nove incrociatori, ma inutilmente. Vista la situazione, ai primi di marzo il comando tedesco ordinò all'incrociatore di rientrare in patria; il 2 aprile 1941 la Scheer approdò al porto di Kiel, venendo calorosamente accolta dal comandante della Kriegsmarine, Großadmiral Erich Raeder. La missione della Admiral Scheer era durata in tutto 161 giorni e 46.000 miglia di percorrenza, e aveva portato all'affondamento o alla cattura di 17 mercantili nemici, per complessive 113.000 t di stazza lorda.

### Operazioni nell'Artico
Terminato un nuovo ciclo di lavori, la Admiral Scheer venne assegnata nell'estate del 1942 alla flotta operante nel Mar Baltico. Terminato questo ciclo di operazioni, la Scheer venne inviata in Norvegia per prendere parte agli attacchi tedeschi contro i convogli diretti in Unione Sovietica attraverso il Mar Glaciale Artico. Il 2 luglio 1942 cercò di attaccare il convoglio PQ-17 (Operazione Rösselsprung), ma le avverse condizioni del mare impedirono l'intercettamento. Il 19 agosto, la Scheer penetrò nel Mare di Barents alla ricerca di mercantili sovietici (Operazione Wunderland); non avendo trovato traccia di navi nemiche, si diresse verso il porto di Dikson, bombardandolo con i suoi grossi calibri e danneggiando alcune navi sovietiche ancorate in rada. Il 24 agosto rientrò a Narvik senza aver intercettato alcun grosso convoglio.
Terminato questo ciclo di operazioni, la nave fece ritorno in Germania, dove venne impiegata unicamente per attività di addestramento.

### Operazioni nel Baltico
Durante l'autunno del 1944, la nave venne richiamata in servizio nel Baltico, svolgendo numerose missioni di appoggio di fuoco alle truppe schierate sul Fronte Orientale, e fungendo anche da nave da trasporto per trasferire ad occidente profughi e truppe in fuga davanti all'avanzata sovietica. Durante questo periodo, la Scheer sparò più colpi che in tutte le precedenti operazioni, tanto che si rese necessario sostituire i cannoni principali, logorati dall'intenso uso.
Il 9 aprile 1945, mentre si trovava in un bacino di carenaggio del porto di Kiel, la Admiral Scheer subì un pesante bombardamento da parte di aerei britannici; colpita più volte, si capovolse e affondò. Al termine della guerra, dopo una parziale demolizione, ciò che rimaneva dello scafo venne interrato durante i lavori di ristrutturazione del porto.